# Lilith

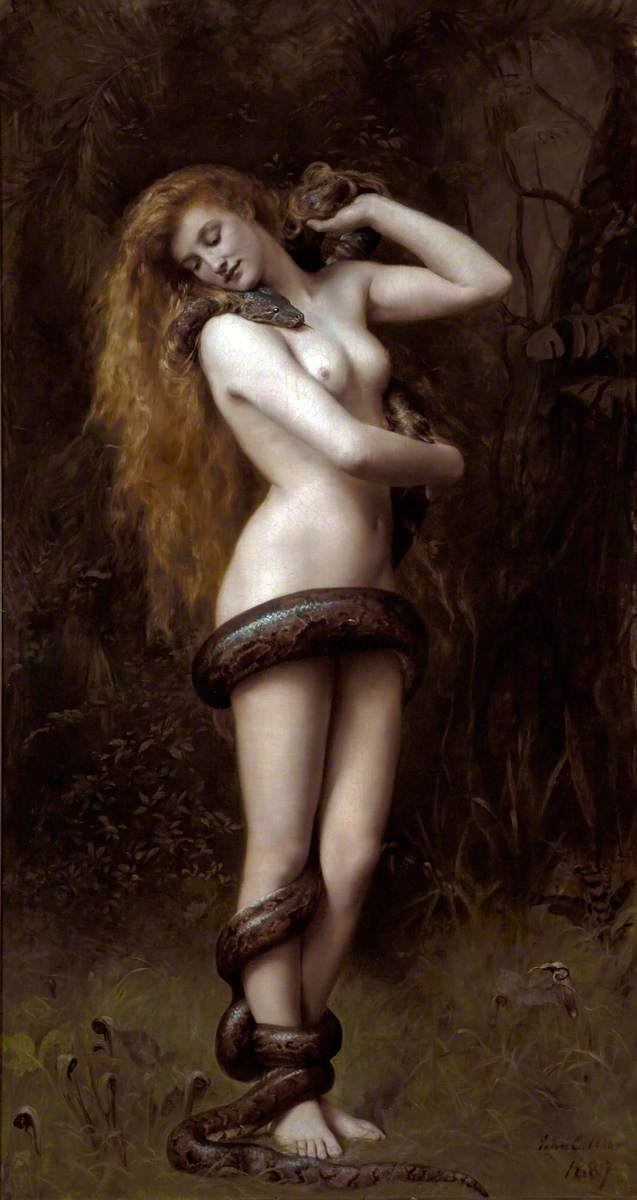
John Collier: „Lilith” (1892), The Atkinson Gallery, Anglia.

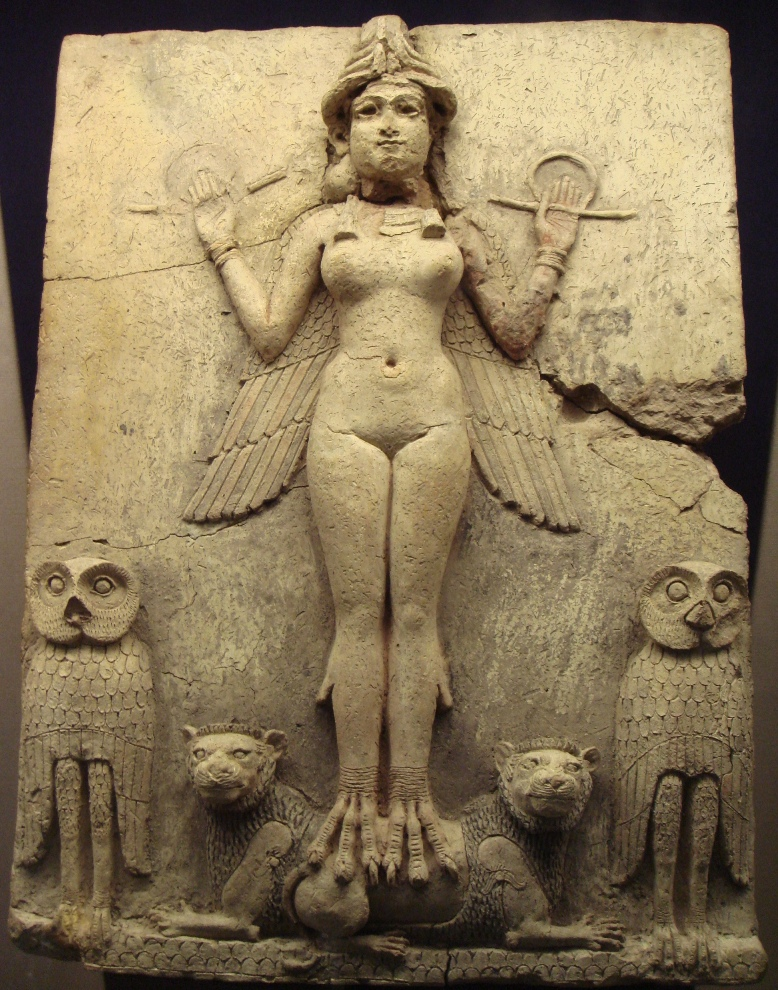
Postać „Królowej nocy” na terakotowej sumeryjskiej tabliczce z Ur pochodzącej z II tysiąclecia p.n.e., obecnie w zbiorach Muzeum Brytyjskiego. Postać trzyma w dłoniach symbole sprawiedliwości, a po obu jej stronach znajdują się sowy i lwy. Według niektórych badaczy (np. E. Kraeling) relief przedstawia Lilit. Hipoteza ta jest jednak współcześnie kwestionowana i w przedstawionej postaci dostrzega się raczej jedną z głównych bogiń mezopotamskich panteonów.

Lilith – w folklorze żydowskim upiorzyca groźna dla kobiet w ciąży i niemowląt w pierwszych tygodniach ich życia; uważana za pierwszą żonę biblijnego Adama, wywodząca się najprawdopodobniej z tradycji mezopotamskiej.

## Lilith w mitologii
Istnieje wiele odmian mitu o Lilith: Hieronim łączył ją z grecką Lamią – libijską królową związaną z Zeusem. Gdy Zeus porzucił Lamię, Hera porwała jej dzieci, co z kolei było powodem porywania obcych dzieci przez Lamię.
Jej pierwotne akadyjskie imię brzmiało „Lilitu”, a tłumaczenie z hebrajskiego, „לילית” brzmi „Lilith”, „Lillith” lub „Lilit”. Lilitu to żeński demon w mitologii babilońsko-asyryjskiej.
Jej imię pochodzi być może od hebrajskiego słowa lulti oznaczającego „lubieżność”, a nie, jak często się uważa, od lajla oznaczającego „noc”.

## Lilith w Biblii
Imię Lillith występuje w Starym Testamencie, Księga Izajasza 34:14:
Biblia gdańska (1632):

14 Tam się będą potykały dzikie zwierzęta z koczkodanami, i pokusa jedna drugiej ozywać się będzie; tam leżeć będzie jędza, a znajdzie sobie odpocznienie.

Biblia Tysiąclecia:

14 Zdziczałe psy spotkają się z hienami i kozły będą się przyzywać wzajemnie; co więcej, tam Lilit przycupnie i znajdzie sobie zacisze na spoczynek.

W Wulgacie występuje w miejsce „Lilith” słowo „Lamia” natomiast w Septuagincie – onokentauroi, co oznacza mityczne stworzenie będące hybrydą osła i człowieka.
W 2009 roku Judith M. Blair postawiła tezę, że hebr. słowo „Lilith” oznacza typ sowy.

## Lilith w późniejszej tradycji żydowskiej
Imię Lilith występuje również w Rękopisach z Qumran – w ustępach opartych na Księdze Izajasza oraz w różnych miejscach Talmudu i Zoharu. Niektóre midrasze podają, iż wężem, który skusił Ewę do skosztowania zakazanego owocu, była w istocie Lilith, a nie sam szatan.
Wszystkie przypadki wystąpienia Lilith we wczesnej literaturze rabinicznej można zebrać w kilka grup. Po pierwsze, są to miejsca, w których Lilith zostaje zaprezentowana jako bliżej nieokreślony nocny demon, np. w traktacie talmudycznym Szabbat 151b mówi się, iż każdy, kto śpi samotnie w pustym domu jest narażony na atak Lilith. Druga grupa zawiera opisy wizualne Lilit, np. Nidda 24b porównuje kształt poronionego płodu do Lilit z uzasadnieniem, że jedno i drugie posiada skrzydła a Eruwin 100b mówi o Lilit jako o istocie posiadającej długie włosy. Trzecia grupa wystąpień zawiera kilka przypadków trudnych do sklasyfikowania. W midraszu Wajjikra rabba 16:25 o Lilit mówi się jako o pożerającej swoje własne dzieci; w Gittin 69a-b wzmiankuje się istnienie „strzałki Lilit” – najprawdopodobniej fulgurytu wykorzystywanego w magii ludowej jako środek przeciwgorączkowy, a Bawa batra 73a-b przytacza opowieść o niezwykle zręcznym demonie Horminie będącym synem Lilit.
Oprócz powyższych fragmentów, które posługują się hebrajskim terminem lilit, istnieje jeszcze kilka ustępów, które odegrały rolę w późniejszej tradycji. Po pierwsze są to dwie wzmianki o lilin – istotach, które interpretuje się jako nocne demony. Jest tak w Eruwin 18b, gdzie można przeczytać, że ojcem różnego rodzaju demonów (hebr. ruchot we-szedim we-lilin) jest Adam oraz w traktacie Sanhedrin 109a, według którego budowniczowie wieży Babel zostali zamienieni w demony. Po drugie, kolekcja Midrasz rabba zawiera dwukrotnie wzmiankę o „pierwszej Ewie” (hebr. Chawwa ha-riszona) w Bereszit rabba 18:4 i 22:7, czyli o kobiecie, której Bóg nie zdążył dokończyć w procesie stworzenia a która później została wykorzystana w mitologii Lilit.

## Lilith jako pierwsza żona Adama
Tradycja o Lilith jako pierwszej żonie Adama – mimo swojej ogromnej popularności w różnego rodzaju opracowaniach – ma bardzo ubogie podstawy w źródłach starożytnych i średniowiecznych. Pierwsza potwierdzona literacko wzmianka o istnieniu hipotetycznej poprzedniczki Ewy znajduje się w midraszu Bereszit rabba 18:4 pochodzącym z późnej starożytności:
Wtedy Adam rzekł: tym razem [jest to kość z mojej kości i ciało z mojego ciała] (Rdz 2:23). Rabbi Jehuda syn Rabbiego powiedział: na początku, gdy [Bóg] mu stworzył [kobietę], [Adam] spojrzał na nią i zobaczył, że jest pełna śluzu i krwi. [Bóg więc] odprowadził ją sprzed niego, po czym stworzył ją drugi raz, dlatego więc jest napisane tym razem.
Tekst midraszu bazuje na fakcie istnienia dwóch tradycji antropogenetycznych obecnych w dwóch opisach stworzenia świata znajdujących się na początku Księgi Rodzaju, odpowiednio w Rdz 1:1-2:3 oraz 2:4-2:25. Według pierwszego wariantu pierwszy mężczyzna i pierwsza kobieta zostali stworzeni równocześnie i w ten sam sposób (Rdz 1:26-28), natomiast według drugiego – Adam zostaje stworzony z ziemi (Rdz 2:7) a kobieta – z jego żebra (Rdz 2:20-23). Tradycja przekazana przez rabinów w Bereszit rabba 18:4 pozwoliła na pogodzenie tych dwóch wizji.
Rzeczony midrasz jednak nie posługuje się imieniem „Lilith” a pierwszym źródłem, które wprost tak nazywa poprzedniczkę Ewy, jest Alfabet ben Syracha – średniowieczny pseudoepigraf o rubasznym i satyrycznym wydźwięku. Głównym bohaterem kompozycji jest Jezus ben Syrach, domniemany autor Mądrości Syracha, którego dzieje zostają tutaj bezwzględnie wyszydzone, podobnie zresztą innych postaci biblijnych. Sama narracja o Lilith zostaje wpleciona w nieco bardziej rozbudowaną opowieść o losach Jezusa ben Syracha na dworze króla Nabuchodonozora II, gdzie pełni on funkcję lekarza i znachora. Gdy pewnego dnia syn Nabuchodonozora zapada na ciężką chorobę, Jezus ben Syrach sporządza odpowiedni amulet oraz przedstawia jego tzw. historiolę, tj. opowieść mityczną mającą być gwarantem skuteczności amuletu:
Najmłodszy syn króla [Nabuchodonozora] zachorował. Król rzekł więc do [ben Syracha]: [sporządź] lekarstwo dla mojego syna, albo cię zamorduję! [Ben Syrach] natychmiast usiadł i przygotował mu amulet z bożym imieniem. Spisał w nim [również] imiona aniołów odpowiedzialnych za uleczenie [oraz narysował] ich podobizny. Gdy Nabuchodonozor ujrzał ów amulet, zapytał: kim oni są? Ben Syrach odparł: to aniołowie odpowiedzialni za uleczenie: Senoy, Sansenoy i Semangelof.
Gdy Święty, niech będzie błogosławiony, stworzył pierwszego człowieka, [był on] samotny. Rzekł więc: niedobrze człowiekowi być samemu (Rdz 2:18). Stworzył mu więc kobietę z ziemi, jak jego, i nazwał ją „Lilit”. [Adam i Lilit] od razu [jednak] zaczęli się ze sobą kłócić. [Lilit] powiedziała: nie będę leżeć na dole! Adam zaś odparł: [ani ja] nie będę leżeć na dole, lecz na górze, ponieważ twoje miejsce jest na dole a moje na górze! [Lilit na to] rzekła: oboje jesteśmy równi, ponieważ oboje [zostaliśmy stworzeni] z ziemi! [Kłócili się tak] a jedno nie słuchało drugiego.
Gdy więc Lilit [pojęła, co się dzieje], wypowiedziała [sekretne] imię boskie, [uniosła się] w powietrze i odfrunęła. Adam [tymczasem] stanął do modlitwy przed swoim stwórcą i rzekł: Władco świata! Kobieta, którą mi podarowałeś, uciekła ode mnie! Święty, niech będzie błogosławiony, natychmiast wysłał za nią owych trzech aniołów [których imiona były spisane na amulecie ben Syracha], by sprowadzili ją z powrotem. Dodał też: lepiej, żeby zechciała wrócić. Jeśli nie, będzie musiała wziąć na siebie [jarzmo] śmierci swoich synów – każdego dnia stu z nich [zginie].
[Aniołowie] opuścili go, udali się za nią i dogonili ją na głębokim morzu, [pośród] wzburzonych wód, w których zginą Egipcjanie (Wj 14–15). Powtórzyli jej [boskie] słowa, ona jednak nie chciała wrócić. Zagrozili jej: utopimy cię w morzu! Odparła im: zostawcie mnie w spokoju! Czyż nie zostałam stworzona właśnie po to, by dręczyć noworodki chorobą i słabością? Od narodzin do ósmego dnia będę mieć nad nim władzę, jeśli to chłopiec i od narodzin do dwudziestego dnia, jeśli to dziewczynka.
[Aniołowie], gdy usłyszeli jej słowa, [wciąż] nalegali, by ją zabrać. Ona [jednak] przysięgła im, w imię boga żywego i prawdziwego: za każdym razem, gdy tylko ujrzę was, wasze imiona lub wasze figury na amulecie, nie zawładnę dzieckiem [chronionym przez ten amulet]! Wzięła też na siebie [jarzmo] śmierci jej synów – stu spośród nich [zginie] każdego dnia. Dlatego też codziennie umiera stu spośród demonów i dlatego też pisze się imiona [aniołów] na amulecie należącym do małych dzieci. [Lilit], gdy tylko je ujrzy, przypomina sobie o swojej przysiędze a dziecko zdrowieje.
Istnieją różne interpretacje powyższego mitu. Według niektórych badaczy stanowi on coś w rodzaju manifestu feministycznego czyniącego z Lilith żeńską siłę przeciwstawiającą się męskiej supremacji. Inni badacze z kolei zwracają uwagę na z gruntu prześmiewczy charakter całej kompozycji, jak i samej opowieści, co czyni ją mało przekonującym „manifestem”. Wreszcie niektórzy zwracają uwagę na liczne podobieństwa między Lilith z Alfabetu ben Syracha a postacią Ewy odmalowaną na gruncie wczesnej literatury rabinicznej, gdzie jawi się ona jako zła i zepsuta kobieta. Ten ostatni wątek znajduje swoje rozwinięcie w alternatywnym zakończeniu opowieści o Lilith w niektórych późniejszych manuskryptach Alfabetu ben Syracha:
[Lilit] odrzekła jednak [aniołom]: nie mogę wrócić, ponieważ napisano w Torze: jej pierwszy mąż, który ją odesłał, nie będzie mógł jej wziąć z powrotem, by była jego żoną po tym, gdy się już zanieczyściła (Pwt 24:4) – to znaczy, po tym, gdy spał z nią [ktoś] inny. A ze mną spał już wielki demon.
[Aniołowie] powiedzieli: nie damy ci spokoju, póki nie przyjmiesz na siebie [jarzma] śmierci twoich synów – stu spośród nich [zginie] każdego dnia. [Lilit] zgodziła się i dlatego też codziennie umiera stu demonów. [Aniołowie] powiedzieli również: przysięgnij nam, że jeśli w którymkolwiek miejscu dostrzeżesz nasze imiona lub nasze podobizny, nie będziesz mieć prawa tam wejść – do domu, w którym znajduje się nowonarodzony.
Niektórzy badacze twierdzą, że owym wielkim demonem był Samael znany m.in. jako niebiański oskarżyciel Izraela (midrasz Szemot rabba 18:5; 21:7), podżegacz w reiteracji opowieści o ofierze z Izaaka (midrasz Bereszit rabba 56:4–5) oraz „zepsuty” odpowiednik Adama w Zoharze (m.in. 1:19b–20a i 1:148a–148b).

## Lilith jako porywaczka dzieci
Echa tradycji o Lilith obecnej w Alfabecie ben Syracha oraz efekt inspiracji mitem o Lamii można odnaleźć w historiolach żydowskich amuletów pochodzących już z nowożytności, a które służyć miały ochronie kobiet w okresie ciąży, jak i w trakcie samego porodu. Artefakty te miały zapewnić również noworodkom bezpieczeństwo – by nie porwała ich Lilith.